# Северная семилетняя война
Северная семилетняя война (шв. Nordiska sjuårskriget) или Скандинавская семилетняя война — война между Швецией и коалицией Дании, Любека и Польши, проходившая в 1563—1570 гг. Военные действия продолжались до истощения сил противников. Штеттинский мир восстановил положение, предшествующее началу войны; ни одна из сторон не приобрела новых территорий.

## Международная обстановка накануне войны
Кальмарская уния, оформленная с 1397 году и ликвидированная в 1523 году, распалась в результате восстания Швеции против датского господства. Успешные восстания в 1471 году под руководством представителей дворянских родов Стуре и Бунде привели к восстановлению независимости Швеции к 1503 году. Но в 1520 году датский король Кристиан II с лёгкостью вернул Швецию под власть Дании и устроил кровавую расправу над повстанцами. Около ста дворян и видных горожан Стокгольма были казнены в ходе событий так называемой Стокгольмской кровавой бани 1520 года, а тело скончавшегося незадолго до этого регента Стена Стуре Младшего было выкопано и сожжено (он был обвинён в ереси). Неоправданную жестокость осудил папа римский, она вызвала отвращение даже у датчан, и по возвращении на родину Кристиан II был свергнут с трона датскими дворянами. На его место возвели Фредерика I, он был коронован в марте 1523 года.
В Швеции вакуум власти в сочетании с мятежом в Дании против Кристиана II дал возможность Густаву Вазе при поддержке крестьян и ганзейских городов Любек и Данциг укрепить контроль над страной и получить трон в июне 1523 года.
Швеция в 1523 году была ещё слаба, доступ на запад был фактически блокирован Данией и Норвегией, продолжавшими входить в Кальмарскую унию, доступ к Северному морю был ограничен 20-километровой полосой у пролива Каттегат около крепости Эльвсборг (швед. Älvsborg, недалеко от современного Гётеборга), Балтийское море находилось под контролем Дании, что ограничивало возможности шведского флота.
Густав Ваза изменил организацию вооружённых сил Швеции, что поначалу не дало немедленных результатов, но со временем его военные реформы дали плоды, что оказало серьёзное влияние на последующее развитие событий. В 1544 году он использовал для создания первой европейской постоянной армии старинное право набрать в случае чрезвычайной ситуации группу мужчин от каждого округа. Военные были в резерве, находясь в мирное время дома, но были обязаны участвовать в военных сборах и тренировках. Эта система позже была расширена. К 1560 году, когда Густав Ваза умер, каждые десять крестьян предоставили одного человека для службы и участия в военных кампаниях как дома, так и за границей.

## Предпосылки
Причины начала войны приписываются главным образом недовольству Дании развалом Кальмарской унии. Это недовольство проявилось несколько раз во время правления Густава Вазы, например, датский король Кристиан III включил традиционный шведский знак отличия в виде трёх корон в свой собственный герб. В Швеции это рассматривалось как ещё одно притязание со стороны Дании.
Это и другие события создали значительные трения между странами, особенно после смерти Густава Вазы и Кристиана III. В обеих странах на престол взошли молодые и целеустремлённые монархи — Эрик XIV в Швеции и Фредерик II в Дании.
Эрик XIV в начале своего правления препятствовал планам Дании завоевать Эстонию. В феврале 1563 года представители Эрика отправились в Гессен для переговоров о браке с принцессой Кристиной. Посланцы были задержаны в Копенгагене. Эрик XIV добавил отличительные знаки Дании и Норвегии в свой собственный герб и отклонил требования убрать их. Любек, недовольный ограничениями, которые ввёл Эрик XIV для препятствия торговле с Русским царством и возвращения торговых привилегий, присоединился к Дании в качестве союзника. Вскоре в войну вступила Польша, стремившаяся получить контроль над торговлей в Балтийском море.

## Начало войны
Первые военные действия начались в мае 1563 года. Датский флот под командованием Якоба Брокенхуса (дат. Jakob Brockenhuus) вошёл в Балтийское море. Хотя война не была официально объявлена, около острова Борнхольм он атаковал шведскую флотилию под командой Якоба Багге (швед. Jakob Bagge). Победу одержала шведская сторона.
В Росток для проведения мирных переговоров отправились немецкие эмиссары, но шведская делегация не явилась на встречу. 13 августа 1563 года Дания и Любек объявили войну Швеции. В этом же месяце Фредерик II атаковал Эльвсборг. В начале войны датчане выдвинулись из области Халланд с 25-тысячной армией профессиональных наёмников и 4 сентября, после трёх дней бомбардировки и шестичасового штурма, захватили Эльвсборг.
Благодаря захвату Дания отрезала Швецию от Северного моря, блокируя крайне важные поставки соли. Эрик XIV атаковал Хальмстад, но безрезультатно — шведская контратака была отбита профессиональной датской армией.
После морского сражения 11 сентября около острова Эланд наступило временное затишье.

## Действия на суше
В 1564 году Швеция захватила норвежские провинции Емтланд, Херьедален и Трёнделаг, включая город Тронхейм. Плохое обращение с местными жителями повлекло изменение отношения к шведам, им стали оказывать сопротивление. Изгнанные из Трённелага (норв. Trøndelag), шведы продолжали удерживать Емтланд и Херьедален. Эти провинции позже были возвращены норвежскими силами.
Датская наёмная армия превосходила шведскую крестьянскую армию во всех отношениях, кроме одного — они сражались только тогда, когда им платили. Так как только часть датской армии была готова идти в бой, Дания отказалась от планов захватить крепость Кальмар и сосредоточилась на атаке на Стокгольм. В августе Эрик XIV напал и оккупировал датскую провинцию Блекинге, но датчанам удалось возвратить её.

## Новые сражения
30 мая произошла битва между шведским и датским флотами между островами Готланд и Эланд. Датским флотом командовал адмирал Герлуф Тролле. Шведский командующий Якоб Багге попал в плен, но явный победитель не был выявлен. Новым командующим стал адмирал Август Клас Кристерссон Горн (ок. 1517—1565), и 14 августа он разбил датский флот у северной оконечности острова Эланд.
Горн атаковал провинции Халланд и Сконе в 1565 и сделал несколько попыток атаки на провинцию Бохуслен и город Уддевалла. Датчане подожгли Старый Лёдёсе в провинции Вестергётланд. Впервые Эрик XIV взял командование армии на себя, но снова передал его другому человеку, Нильсу Бойе, который 28 августа захватил Варберг. Датская армия под командованием Даниеля Рантцау 20 октября разбила шведскую армию у Аксторны (швед. Axtorna).
На море дела у шведов шли лучше. Горн оттеснил датско-любекский флот к побережью Германии, где большая часть его была уничтожена. Несколько позже он одержал верх в сражении у побережья Мекленбурга и 7 июля у острова Борнхольм. Эти победы обеспечили преимущество шведов в Балтийском море.
В январе 1566 года шведы неудачно осадили крепость Бохус в провинции Бохуслен. Даниель Рантцау перебросил свои силы в Вестергётланд. В море господствовали шведы, и Горн вернулся к сбору податей на Балтике без какого-либо вмешательства датчан. Ещё одна морская битва произошла 26 июля около Эланда. Датский флот был полностью уничтожен во время шторма, и Горн был призван командовать войсками на суше, где он умер 9 сентября.

## Действия шведов
Шведы вторглись в долину Эстердаль (норв. Østerdal), пересекли Хедмарк и оккупировали норвежскую территорию. Они опустошили сельскую местность, сожгли Сарпсборг и вырезали военные гарнизоны.
В 1567 году шведы продолжили нападения на Норвегию, окружили замок Акерсхус (норв. Akershus) в Осло. Когда они были разбиты, то вернулись на север в Хедмарк и Оппланн, сожгли собор и разрушили замок Хамархус (норв. Hamarhus) в городе Хамар.

## Действия датчан
По наступлении весны здоровье Эрика XIV ухудшилось — у него развилась шизофрения. Это парализовало шведские вооружённые силы. Датчане был изнурены и не осуществляли крупных атак до октября, когда Рантцау вторгся в Смоланд и Эстергётланд с армией, насчитывающей около 8500 человек. Где только мог, он сжёг все поля и дома, уничтожил весь скот. Попытка отрезать пути его отступления через леса Холаведен провалились и в середине февраля 1568 года он вернулся в Халланд. В этом же году Эрик был свергнут с престола, и в войне наступил перерыв.
В течение этих лет были попытки достичь мирного соглашения между воюющими сторонами. В качестве посредников выступали герцоги Померании, французский посланник и императоры Фердинанд I и Максимилиан II. Но Эрик XIV и Фредерик II не стремились к заключению мира, поэтому все усилия были безрезультатны.
В 1568 году шведский король Юхан III, сменивший брата на престоле, начал переговоры с Данией и 18 ноября 1568 года в Роскилле был заключён мир. Но шведы отвергли соглашение, и в 1569 году война возобновилась. Датчане атаковали Варберг и 13 ноября захватили его. С другой стороны шведы не имели особого успеха в долинах Сконе (швед. Skåne).

## Мирные переговоры
К 1570 году обе армии были истощены, и это привело к возобновлению мирных переговоров. В сентябре 1570 года начались переговоры в Штеттине и 13 декабря 1570 года был заключён Штеттинский мир. Шведский король отказывался от притязаний на Норвегию, Сконе, Халланд, Блекинге и Готланд, а датчане полностью отказались от претензий к Швеции. Кроме того, Кальмарская уния объявлялась аннулированной.
Швеция за выкуп в 150 000 риксталеров получала обратно Эльвсборг.

## Последствия
Возможно, самым важным следствием войны было учреждение постоянной армии в Швеции. Эта война, после которой Швеция в следующем веке почти непрерывно участвовала в других войнах, создала военную мощь, сделавшую Швецию на определённый период величайшей военной державой в северной Европе.
Война, с её ужасными разрушениями и бессмысленными человеческими жертвами, усилила неприязнь между шведами и датчанами, превратила двойственное до этого отношение норвежцев к шведам в чувство страха и спровоцировала сопротивление шведскому влиянию в Норвегии.